# Open XML Paper Specification
Open XML Paper Specification (також називають OpenXPS) - відкритий графічний формат фіксованої розмітки на базі XML розроблений компанією Microsoft. Спрямований виключно на документообіг - документ простіше і легше PDF (якщо не використовуються свої простори імен для розширення можливостей), використовується векторна непослідовна розмітка, аналогічна XAML, взаємодіє з .NET Framework, підтримує багатопотокову роботу, безпечний (на даний момент не має офіційної підтримки скриптів), підтримує шифрування, цифрові сертифікати.